# Las herederas (película de 2018)
Las herederas es una película paraguaya de drama dirigida por Marcelo Martinessi, ganadora de dos premios Oso de Plata, además de tres reconocimientos de jurados independientes, en el 68.º Festival Internacional de Cine de Berlín, donde tuvo su estreno mundial (pero no en su propio país de origen, Paraguay) el 16 de febrero de 2018. Su estreno latinoamericano fue el 1 de marzo de 2018, en el 58.º Festival Internacional de Cine de Cartagena de Indias (FICCI), en Colombia, donde obtuvo dos distinciones. Su estreno en Paraguay fue el 5 de abril de 2018.
La cinta fue elegida para representar a Paraguay en la 91° edición de los Premios Óscar en la categoría Mejor película de habla no inglesa.

## Argumento
Chela (Ana Brun) y Chiquita (Margarita Irún), ambas descendientes de familias adineradas en Asunción, han estado juntas por más de 30 años. Recientemente, su situación financiera ha empeorado y comienzan a vender sus posesiones heredadas. Pero cuando sus deudas llevan a que Chiquita sea encarcelada por cargos de fraude, Chela se ve obligada a enfrentar una nueva realidad. Conduciendo por primera vez en años, comienza a proporcionar un servicio de taxi local a un grupo de ancianas adineradas.
Cuando Chela se instala en su nueva vida, se encuentra con Angy (Ana Ivanova), mucho más joven, forjando una nueva y vigorizante conexión. Chela finalmente comienza a salir de su caparazón y comprometerse con el mundo, embarcándose en su propia revolución personal e íntima.

## Reparto
- Ana Brun como Chela.
- Margarita Irún como Chiquita.
- Ana Ivanova como Angy.
- María Martins como Pituca.
- Alicia Guerra como Carmela.
- Yverá Zayas como Cantante.
- Lucky FarVill como guardia 1.

## Producción
El primer largometraje de Martinessi cuenta con coproducción de Pandora Films (Alemania), Mutante Cine (Uruguay ), Esquina Filmes (Brasil), Norksfilm (Noruega), La Fábrica Nocturna (Francia), y La Babosa Cine (Paraguay).
El equipo técnico cuenta con: Luis Armando Arteaga (dirección de fotografía), Fernando Epstein (edición), Fernando Henna (diseño de sonido), Rafael Álvarez (sonido), Carlo Spatuzza (diseño de arte), Tania Simbrón (vestuario), Luciana Díaz, Virginia Silva (maquillaje), Flavia Vilela (asistencia de dirección). Son coproductores: Agustina Chiarino Voulminot, Fernando Epstein, Christoph Friedel, Claudia Steffen, Julia Murat, Hilde Berg, Marina Perales, Xavier Rocher.
Variety reportó que, durante la Berlinale, la película fue adquirida en Italia (Lucky Red), Francia (Rouge International), Reino Unido (Thunderbird Releasing), España (Bteam), Grecia (Weird Wave), Suiza (Cineworx), China (Time Vision), regiones de Benelux (Contact) y Escandinavia (Edge). Variety confirmó también la distribución en Estados Unidos, tras un acuerdo con las empresas Distrib Films US y 102 Distribution.

## Recepción

### Comercial
La película fue vista hasta la fecha por 14.400 espectadores.

## Festivales
- El estreno mundial de la película fue el viernes 16 de febrero de 2018, en el marco de la Competencia del 68.º Festival Internacional de Cine de Berlín, Alemania, con una función matinal para prensa, y una gala en el Berlinale Palast, con presencia del director, las actrices protagonistas, los productores y parte del equipo técnico. Tuvo otras tres proyecciones, el sábado 17, incluyendo una para el programa de Talents; y la quinta y última fue el domingo 25.[11]
- Su estreno en Latinoamérica fue el 1 de marzo, a través de la Competencia Oficial Ficción del 58.º Festival Internacional de Cine de Cartagena, en Colombia, con la presencia del director, la actriz Ana Ivanova y el productor paraguayo. Los días 2, 3 y 4 fueron las otras exhibiciones.[12]
- En el 23.º Festival Internacional de Cine de Vilna, Lituania, integró la sección "Descubrimientos", que tuvo lugar del 15 al 29 de marzo.[13]
- Los días 7, 14 y 16 de abril se proyectó en el 37.º Festival de Estambul, Turquía; y su director Marcelo Martinessi integra el jurado de la Competencia Internacional.[14]
- 40.º Moscow Intl. Film Festival (Rusia), del 19 al 26 de abril. Segundo festival clase A del año 2018, según FIAPF.[15] Sección "Missing Pictures" (fuera de competencia), dos proyecciones en los días 21 y 22 de abril, en Multiplex Cinema October de Moscú.[16]
- En mayo celebra su estreno en continente asiático, con el 19.º Festival Internacional de Jeonju, Corea del Sur, como parte de la Competencia Internacional.[17]
- Freibourg Lesbian Film Festival (Alemania), del 9 al 13 de mayo.
- Seattle Intl. Film Festival (Estados Unidos), del 17 de mayo al 10 de junio.
- Puerto Rico Queer Film Festival (Puerto Rico), del 17 al 23 de mayo.
- Los días 26 y 30 de mayo se proyectó en el 17.º Transilvania International Film Festival (Rumania), con presencia del director.[18]
- Molodist Kiev Intl. Film Festival (Ucrania), del 27 de mayo al 3 de junio.
- Seoul Women Intl. Film Festival (Corea del Sur), de 31 de mayo al 7 de junio.
- Festival Latinoamericano de Cine de Quito - Flacq Quito (Ecuador), del 5 al 10 de junio.
- Sydney Film Festival (Australia), del 6 al 17 de junio.
- Festival Mediterraneanskog (Croacia), del 7 al 10 de junio.
- Journées Romantiques de Cabourg (Francia), del 13 al 17 de junio.
- Frameline San Francisco (Estados Unidos), del 14 al 24 de junio.
- Edinburgh Film Festival (Reino Unido), del 20 de junio al 1 de julio.
- Ciclo Rosa de Bogotá (Colombia), del 28 de julio al 10 de julio.
- Festival Intl. Du Film de la Rochelle (Francia), del 29 de junio al 8 de julio.
- Festival de Cine Lesbigaytrans (Paraguay), del 9 al 14 de julio.
- Galway Film Flead (Irlanda), del 10 al 15 de julio.
- Tiff Chisinau (Rumania), del 12 al 15 de julio.
- Maine Intl. Film Festival (Estados Unidos), del 13 al 22 de julio.
- New Zealand Intl. Film Festival (Nueva Zelanda), del 19 de julio al 20 de agosto.
- Qfest Houston (Estados Unidos), del 26 al 30 de julio.
- New Horizons Film Festival (Polonia), del 26 de julio al 5 de agosto.
- Guanajuato Intl. Film Festival (México), del 20 al 29 de julio.
- Film Club Preview Winchester (Estados Unidos), 1 de agosto.
- Gaze Lgbt Film Festival (Irlanda), del 2 al 6 de agosto.
- Festival de Cine de Lima (Perú), del 3 al 11 de agosto.
- Piriápolis de Película (Uruguay), del 10 al 12 de agosto
- Festival de Cinema de Gramado (Brasil), del 17 al 25 de agosto.
- Sanfic Santiago Fest. Intl. Cine (Chile), del 19 a 29 de agosto.
- World Cinema Amsterdam (Holanda), del 16 al 25 de agosto.
- Travelling Film Festival (Australia), del 24 al 26 de agosto.
- Orenburg ‘East&West’ (Rusia), del 24 al 30 de agosto.
- Festival Internacional de Cine de Viña del Mar (Chile), del 16 al 20 de octubre.

## Premios
En Berlín, la valorada película ganó el premio Teddy del jurado de lectores de la revista Mannschaft, entregado por primera vez en la edición 2018, como el largometraje de cine LGBTQ más popular del festival. En Berlín, también ganó el Oso de Plata Premio Alfred Bauer y Ana Brun ganó el Oso de Plata como Mejor Actriz.
En Paraguay, la Junta Municipal de Asunción aprobó, de manera unánime, el 7 de marzo de 2018, declarar como “Hijos Dilectos de la Ciudad de Asunción”, a todo el elenco y equipo de producción de la película; este reconocimiento fue entregado el 6 de abril. Mientras que la Cámara de Senadores decidió, el 15 de marzo de 2018, entregar un reconocimiento al director Marcelo Martinessi y a la actriz Ana Brun. Controvertidos los reconocimientos, puesto que la película no había sido aún estrenada y no la habían visto, además de recibir críticas discriminatorias por parte de una senadora.
El 7 de abril, la Red Contra Toda Forma de Discriminación (RCTFD) entregó un reconocimiento al equipo del largometraje, antes de una función especial en Cinemark.
En la 14 edición del Festival Internacional de Cine LesBiGayTrans de Asunción (Paraguay), la película Las herederas recibió el Premio Especial - Concha de Oro por el aporte de la película al debate social, visibilizando a las lesbianas y la situación de las mujeres privadas de libertad a través de sus protagonistas. Este reconocimiento fue entregado por Aireana, grupo de los derechos de las lesbianas, entidad encargada de la organización de este festival de cine.
El Premio Borau-RAE, en su cuarta edición, correspondiente a 2020, fue concedido al guion de la película Las herederas, escrito por su director, Marcelo Martinessi.
| Año  | Premio                                                        | Categoría                                                       | Receptor                              | Resultado |
| ---- | ------------------------------------------------------------- | --------------------------------------------------------------- | ------------------------------------- | --------- |
| 2019 | 6.º Premios Platino                                           | Mejor Interpretación Femenina                                   | Ana Brun                              | Ganador   |
| 2019 | 6.º Premios Platino                                           | Mejor Guion                                                     | Marcelo Martinessi                    | Nominado  |
| 2019 | 6.º Premios Platino                                           | Mejor Ópera Prima de Ficción                                    | Marcelo Martinessi                    | Ganador   |
| 2019 | 6.º Premios Platino                                           | Mejor Dirección de Fotografía                                   | Luis Armando Arteaga                  | Nominado  |
| 2019 | 6.º Premios Platino                                           | Cine y Educación en Valores                                     | Marcelo Martinessi                    | Nominado  |
| 2019 | 61° Premios Ariel                                             | Mejor película iberoamericana                                   | Las Herederas                         | Nominada  |
| 2018 | 32.º Teddy Award                                              | Premio de la audiencia                                          | Marcelo Martinessi                    | Ganador   |
| 2018 | 68.º Festival Internacional de Cine de Berlín                 | Oso de Plata a Mejor Actriz                                     | Ana Brun                              | Ganador   |
| 2018 | 68.º Festival Internacional de Cine de Berlín                 | Premio Alfred Bauer (Oso de Plata)                              | Marcelo Martinessi                    | Ganador   |
| 2018 | 68.º Festival Internacional de Cine de Berlín                 | FIPRESCI (Competencia)                                          | Marcelo Martinessi                    | Ganador   |
| 2018 | 68.º Festival Internacional de Cine de Berlín                 | Giuseppe Becce                                                  | Marcelo Martinessi                    | Ganador   |
| 2018 | 58.º Festival Internacional de Cine de Cartagena de Indias    | Mejor Director (Ficción)                                        | Marcelo Martinessi                    | Ganador   |
| 2018 | 58.º Festival Internacional de Cine de Cartagena de Indias    | FIPRESCI (Ficción)                                              | Marcelo Martinessi                    | Ganador   |
| 2018 | 19.º Jeonju International Film Festival                       | Grand Prize                                                     | Marcelo Martinessi                    | Ganador   |
| 2018 | 9.º Puerto Rico Queer Filmfest                                | Premio del Jurado                                               | Marcelo Martinessi                    | Ganador   |
| 2018 | 17.º Transilvania International Film Festival                 | Trofeo Transilvania                                             | Marcelo Martinessi                    | Ganador   |
| 2018 | 44.º Seattle International Film Festival                      | Mención Especial del Jurado                                     | Marcelo Martinessi                    | Ganador   |
| 2018 | 65.º Sydney Film Festival                                     | The Sydney Film Prize                                           | Marcelo Martinessi                    | Ganador   |
| 2018 | 5.º Festival Latinoamericano de Cine de Quito                 | Mejor Fotografía                                                | Luis Arteaga                          | Ganador   |
| 2018 | 47.º Molodist - Festival de Cine de Kiev                      | Mejor Película LGBTQ                                            | Marcelo Martinessi                    | Ganador   |
| 2018 | 14.º Festival Internacional de Cine Lesbigaytrans de Asunción | Premio Especial - Concha de Oro                                 | Equipo de Las Herederas               | Ganador   |
| 2018 | 66.º Festival de San Sebastián                                | 6.º Sebastiane Latino                                           | Marcelo Martinessi                    | Ganador   |
| 2018 | 22.º Festival de Cine de Lima                                 | Mejor Actriz                                                    | Ana Brun                              | Ganador   |
| 2018 | 22.º Festival de Cine de Lima                                 | Mejor Ópera Prima                                               | Marcelo Martinessi                    | Ganador   |
| 2018 | 22.º Festival de Cine de Lima                                 | Primera Mención Especial del Jurado de la Crítica Internacional | Marcelo Martinessi                    | Ganador   |
| 2018 | 22.º Festival de Cine de Lima                                 | Premio de APRECI                                                | Marcelo Martinessi                    | Ganador   |
| 2018 | 10.º Festival de Santander (Colombia)                         | Mejor Película                                                  | Marcelo Martinessi                    | Ganador   |
| 2018 | 9.º World Cinema Amsterdam (Holanda)                          | Jury Award                                                      | Marcelo Martinessi                    | Ganador   |
| 2018 | 14.º Santiago Festival Internacional de Cine (Chile)          | Mejor Director                                                  | Marcelo Martinessi                    | Ganador   |
| 2018 | 46.º Festival de Cine de Gramado                              | Mejor Actriz                                                    | Ana Brun, Margarita Irún, Ana Ivanova | Ganador   |
| 2018 | 46.º Festival de Cine de Gramado                              | Mejor Guion                                                     | Marcelo Martinessi                    | Ganador   |
| 2018 | 46.º Festival de Cine de Gramado                              | Jurado de la Crítica                                            | Marcelo Martinessi                    | Ganador   |
| 2018 | 46.º Festival de Cine de Gramado                              | Jurado Popular                                                  | Marcelo Martinessi                    | Ganador   |
| 2018 | 46.º Festival de Cine de Gramado                              | Mejor Director                                                  | Marcelo Martinessi                    | Ganador   |
| 2018 | 46.º Festival de Cine de Gramado                              | Mejor Película                                                  | Marcelo Martinessi                    | Ganador   |
| 2018 | 51.º Festival Internacional de Cine de Viña del Mar (Chile)   | Mejor Película de Ficción                                       | Marcelo Martinessi                    | Ganador   |

## Recepción

### Crítica
La película fue aclamada por parte de los críticos y la audiencia. En abril de 2018, en el portal de críticas Rotten Tomatoes aparecía con 100% del parámetro, por cinco reseñas, de Hollywood Reporter, Screen International, Variety, Cinencuentro y Cinéfiloz (Paraguay).

### Taquilla
Inicialmente con 19 pantallas, la película se estrenó en Paraguay, con distribución local de Filmagic, el jueves 5 de abril de 2018, con 623 espectadores, según datos de Ultracine. Su primer fin de semana en cartelera acumuló 4.541 espectadores, con 27 pantallas, ubicándose en segundo lugar, por detrás de "Un lugar en silencio" (EE. UU.), con 5.775 espectadores. Totalizó 6.118 espectadores en su primera semana. Tras seis semanas en la cartelera paraguaya totalizó 14.130 espectadores.
El 10 de agosto de 2018, la distribuidora Thunderbird Releasing estrenó la película paraguaya en 13 cines de Londres, y otras 11 ciudades de Inglaterra: Brighton, Bristol, Edinburgh, Glasgow, Lewes, Liverpool, Newcastle, Nottingham, Oxford, Sheffield, Southampton. Progresivamente continuó el lanzamiento en otras localidades del Reino Unido, desde el 17 de agosto: Dublín y Mánchester; 24 de agosto: Cardiff, Chichester, Dundee, Leeds, Stirling; 31 de agosto: Brentford y Exeter; 7 de septiembre: Birmingham, Canterbury, Chester, Coventry, Derby, Hebden Bridge, y en otras dos salas de Londres; 14 de septiembre: Dartington y otra sala londinense; 21 de septiembre: Gloucester; 28 de septiembre: Bishops Stortford, Keswick, Mareel, Swansea; 5 de octubre: Chichester, Maidenhead, Portsmouth. En su primera semana, en 24 cines de Gran Bretaña, recaudó 34.155 libras.
En Uruguay, se estrenó el 11 de agosto de 2018 en el festival Piriápolis, y el jueves 16 de agosto en el circuito comercial. En Brasil y Turquía se estrena el 31 de agosto.

## Controversias
El 28 de febrero de 2018 trascendió la versión del presidente de Asucop (Asociación de Usuarios y Consumidores del Paraguay), Juan Vera Ibarra, a través de una entrevista de una radio paraguaya; en que criticó la premiación de la película, afirmando que promueve la “ideología de género”; y dijo que “cuando venga esa película (a Paraguay) por supuesto que le vamos a dar con un caño”, iniciando una campaña de boicot en su fanpage.
Asucop es una entidad no reconocida por el Estado paraguayo, y relacionada con diversas polémicas, como el respaldo al imputado ex directorio de la sociedad de gestión colectiva “Autores Paraguayos Asociados” (APA).
El 22 de marzo de 2018, durante el acto de reconocimiento de la Cámara de Senadores a la actriz Ana Brun y al director Marcelo Martinessi; la senadora liberal Zulma Gómez, al salir de la sala de sesión, gritando improperios contra el equipo de la película. El Senado distinguió a “Las herederas” por los premios obtenidos en el Festival de Berlín. Posteriormente, Asucop defendió y felicitó los exabruptos de la senadora.